# Kessock Bridge

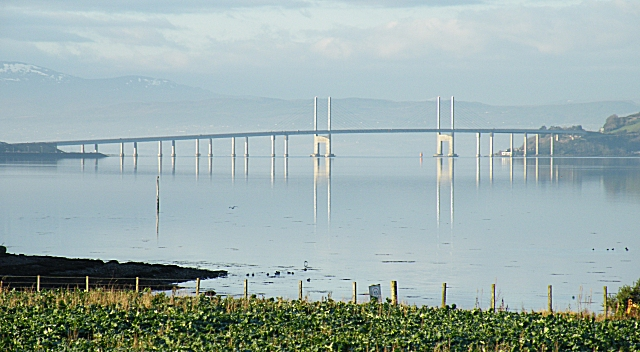
Kessock Bridge

Die Kessock Bridge, schottisch-gälisch: Drochaid Ceasaig, ist eine Straßenbrücke in Schottland. Sie überspannt den Beauly Firth zwischen Inverness und North Kessock.
Bereits seit dem 15. Jahrhundert verkehrte an dieser Stelle eine Fähre über die Bucht und stellte die Verbindung zwischen Inverness im Süden und der Halbinsel Black Isle im Norden her. Mit dem Bau der Kessock Bridge wurde 1976 begonnen. Der Entwurf stammte aus der Feder des bundesdeutschen Bauingenieurs Hellmut Homberg, der die Brücke der Rheinbrücke Rees-Kalkar nachempfand. Die 1052 m lange Schrägseilbrücke wurde 1982 fertiggestellt. Sie führt jeweils zwei Fahrstreifen je Fahrtrichtung. Ihre Hauptspannweite beträgt 240 m. Hombergs Werk wurde mit einer Auszeichnung gewürdigt. Auf der Kessock Bridge verläuft mit der A9 die bedeutendste Fernverkehrsstraße der Highlands. Die Bank of Scotland gab im Jahr 2007 eine neue Serie schottischer Pfundnoten heraus, auf deren Rückseiten bedeutende Bauwerke in Schottland abgebildet sind. Die 100-£-Note zeigt hierbei das Bild der Kessock Bridge. 2019 wurde die Brücke in die schottischen Denkmallisten in der Kategorie B aufgenommen.

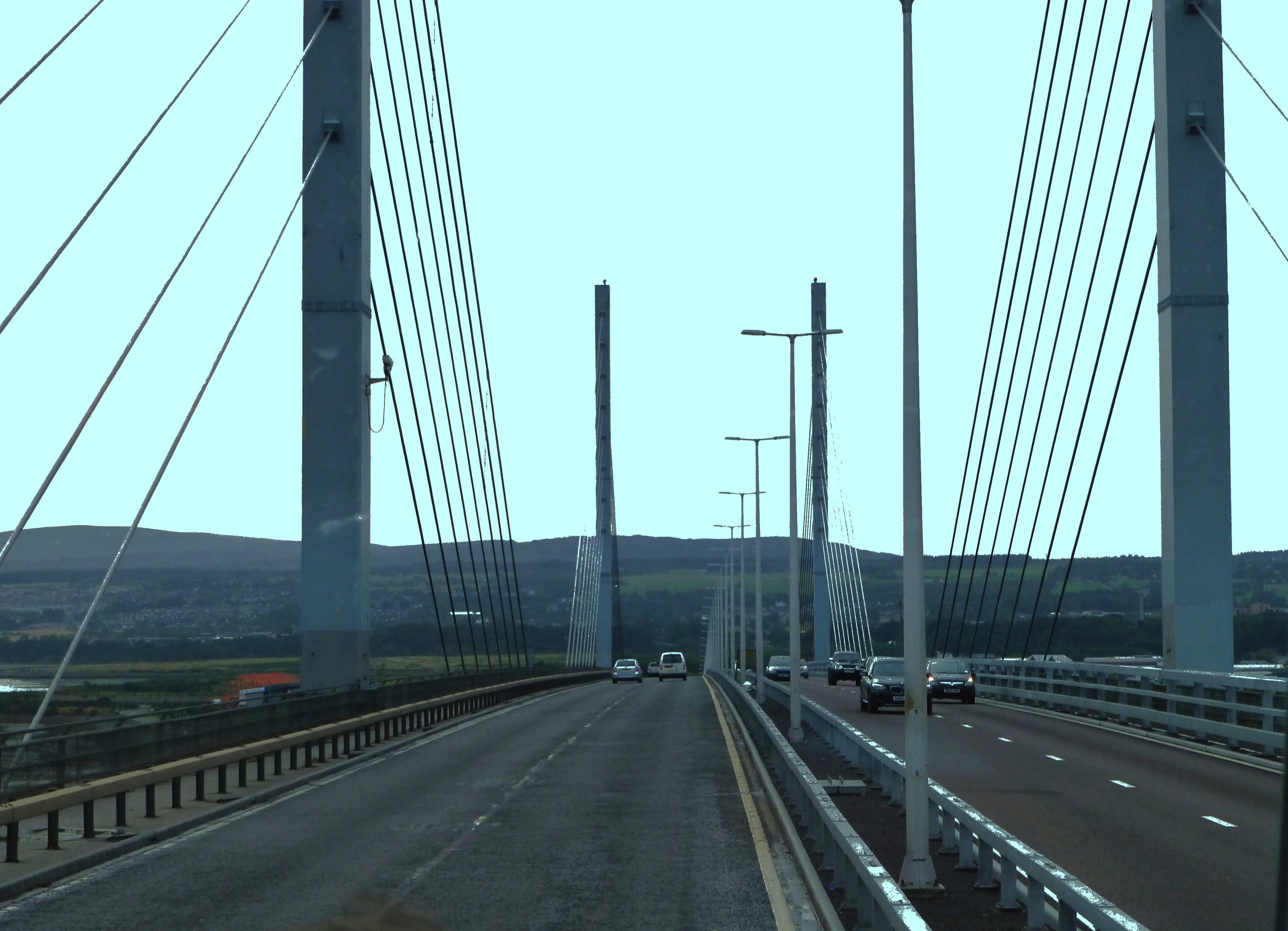
Blick über das Brückendeck
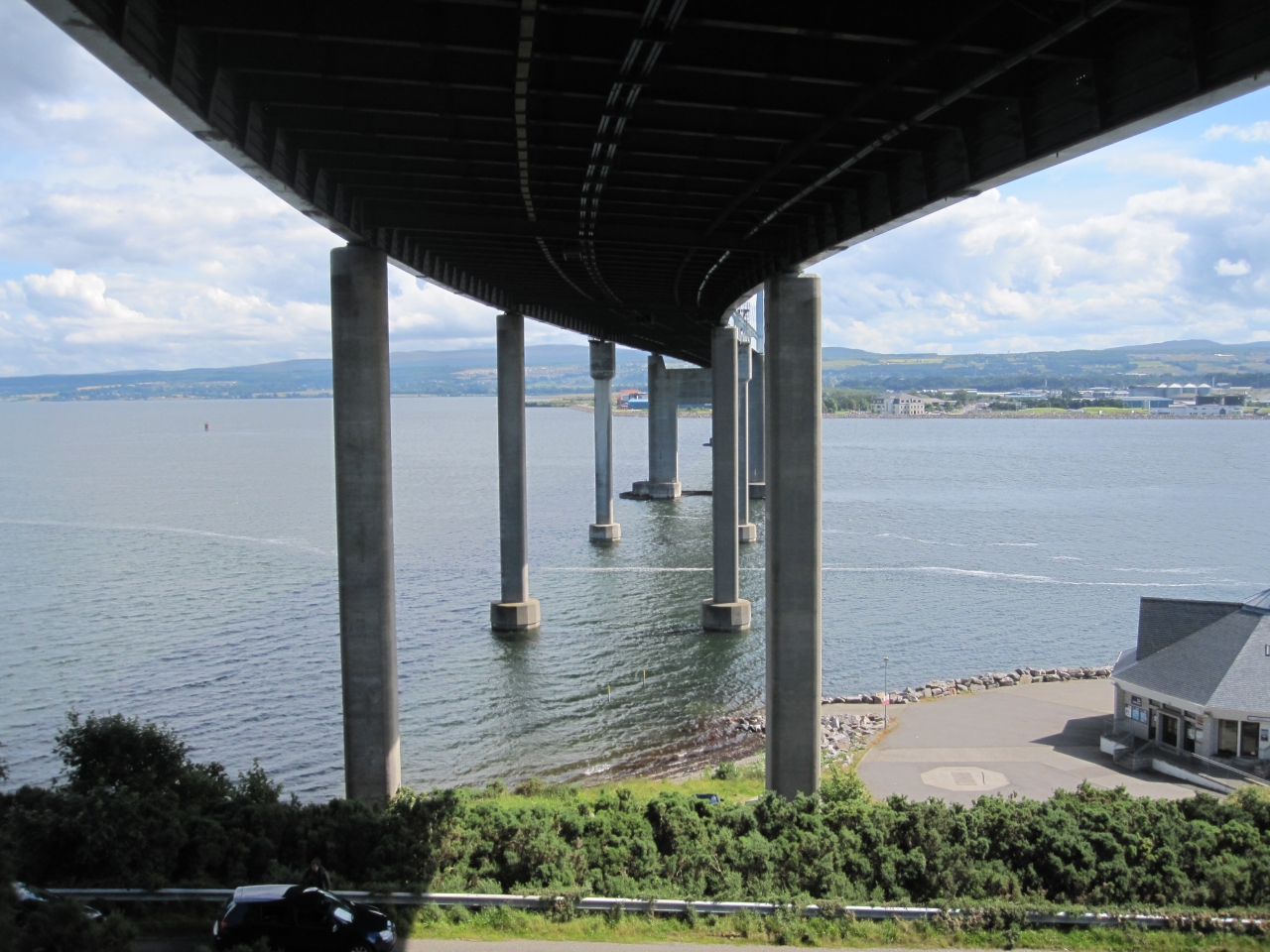
Das Brückendeck von unten
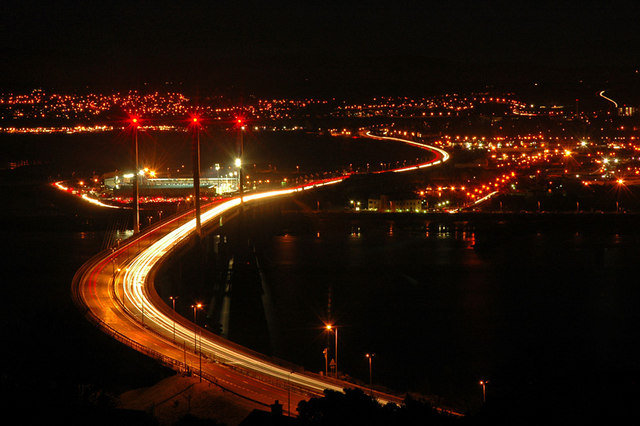
Die Kessock Bridge bei Nacht